# القرية (نهم)

تعديل مصدري - تعديل

القرية هي إحدى قرى عزلة عيال غفير بمديرية نهم التابعة لمحافظة صنعاء، بلغ تعداد سكانها 381 نسمة حسب تعداد اليمن لعام 2004.